# 킴벌리 데릭
킴벌리 데릭(Kimberly Derrick, 1985년 4월 28일 ~ )은 미국의 쇼트트랙 선수이다.